# Katherine Glessner
Katherine Glessner (* 11. März 1986 in Seattle) ist eine ehemalige Ruderin aus den Vereinigten Staaten. Sie gewann zwei Goldmedaillen bei Weltmeisterschaften.

## Karriere
Katherine Glessner erruderte bei den U23-Weltmeisterschaften 2006 und 2008 den Titel im Achter. 2009 debütierte sie im Ruder-Weltcup. Im gleichen Jahr siegte sie mit dem Achter aus den Vereinigten Staaten bei den Weltmeisterschaften in Posen. Diesen Titel konnte der US-Achter bei den Weltmeisterschaften in Neuseeland erfolgreich verteidigen. Bei den Weltmeisterschaften 2011 in Bled startete Glessner zusammen mit Caryn Davies im Zweier ohne Steuerfrau, die beiden belegten als Zweite des B-Finales den achten Platz. 2012 versuchte sich Glessner mit dem Doppelvierer für die Olympischen Spiele zu qualifizieren, was ihr aber nicht gelang.
Glessner ruderte von 2005 bis 2007 für das Team der Northeastern University und wurde 2013 in die Hall of Fame ihrer Universität aufgenommen. 2014 war sie als Assistenztrainerin an ihrer alten Universität tätig.